# إدوارد فوجل
إدوارد فوجل (بالألمانية: Eduard Vogel) (و. 1829 – 1856 م) هو مستكشف، وعالم فلك من ألمانيا . ولد في كريفلد .
توفي عن عمر يناهز 27 عاماً.